# Lagny-le-Sec
Lagny-le-Sec ist eine französische Gemeinde mit 2.046 Einwohnern (Stand: 1. Januar 2022) im Département Oise in der Region Hauts-de-France; sie gehört zum Arrondissement Senlis und zum Kanton Nanteuil-le-Haudouin.

## Geographie
Lagny-le-Sec ist die südlichste Gemeinde des Départements Oise an der Grenze zum Département Seine-et-Marne. Umgeben wird Lagny-le-Sec von den Nachbargemeinden Ermenonville im Norden und Nordwesten, Le Plessis-Belleville im Norden und Nordosten, Saint-Pathus im Osten und Südosten, Marchémoret im Süden, Rouvres im Südwesten sowie Ève im Westen. An der südwestlichen Gemeindegrenze verläuft das Flüsschen Launette, das hier auch noch Ru de Longueau genannt wird.
Durch die Gemeinde führt die Route nationale 2.

## Bevölkerungsentwicklung
| Jahr                       | 1962 | 1968 | 1975 | 1982 | 1990 | 1999 | 2006 | 2017 |
| Einwohner                  | 644  | 623  | 1167 | 1619 | 1892 | 1806 | 1815 | 2062 |
| Quellen: Cassini und INSEE |      |      |      |      |      |      |      |      |

## Sehenswürdigkeiten
- Kirche Saint-Pierre-Saint-Paul (siehe auch: Liste der Monuments historiques in Lagny-le-Sec)

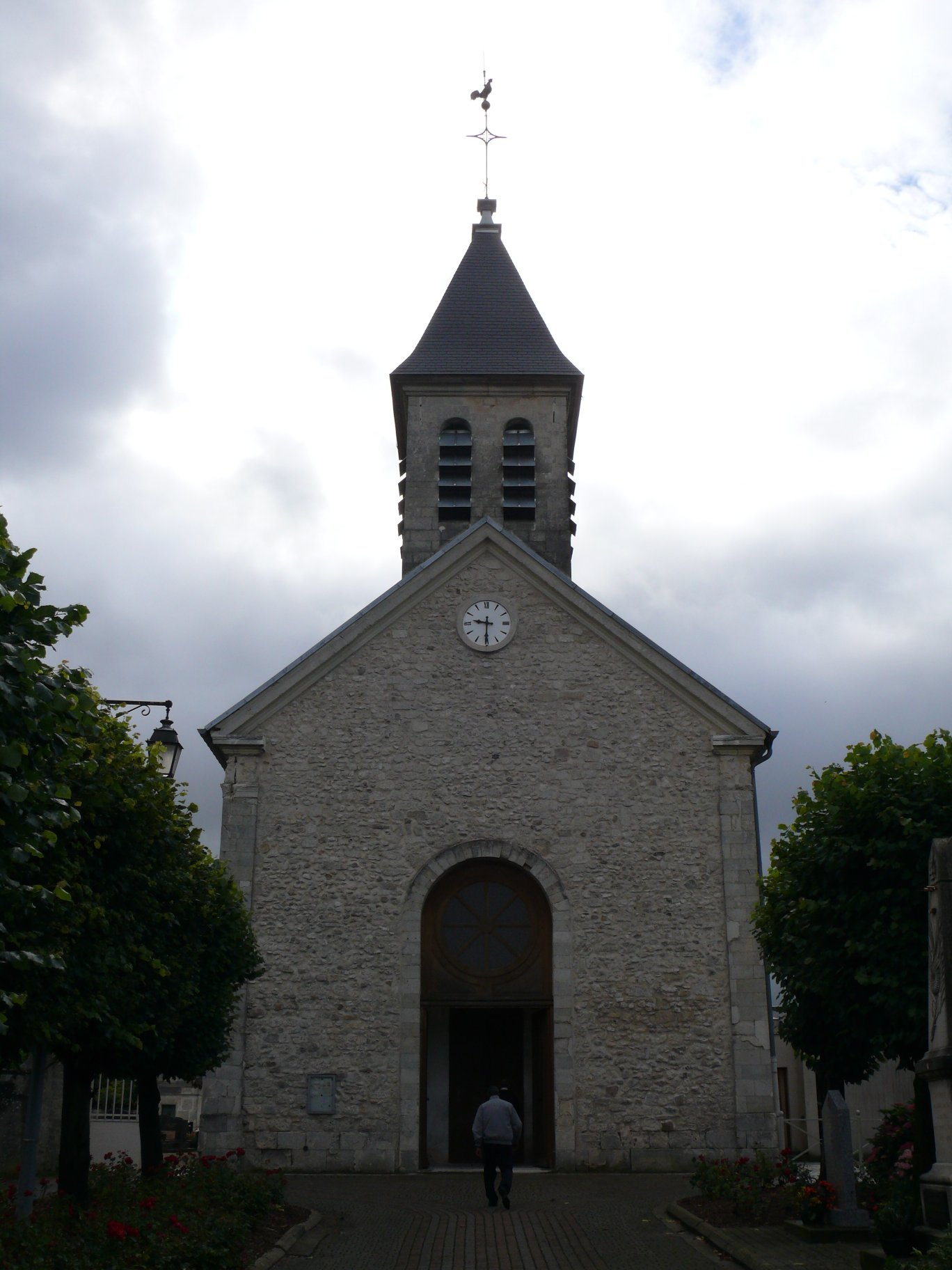
Kirche Saint-Pierre-Saint-Paul

- Rathaus